# 吉村健佑
吉村 健佑（よしむら けんすけ、1978年5月11日 - ）は、日本の医師、医療政策家、元厚生労働省医系技官、産業医・労働衛生コンサルタント。

## 人物・経歴
1978年横浜市生まれ。横浜市立汲沢中学校、慶應義塾高等学校を経て1998年に東京大学教養学部理科2類に進学するも医師を目指し2000年に中退し、同年千葉大学医学部医学科に入学した。
2007年に医師免許取得後、千葉県の国保直営総合病院君津中央病院にて初期研修を行った。
2009年から2013年にかけての初期臨床研修後は千葉大学医学部附属病院の精神神経科に入局・勤務した。
2012年には東京大学大学院医学系研究科公共健康医学専攻修了しMPH（公衆衛生学修士）を取得、2018年には千葉大学大学院医学研究院を卒業し医学博士を取得している。
2015年から2018年まで厚生労働省で医系技官として勤務した。
2019年8月に千葉大学医学部附属病院 次世代医療構想センターのセンター長 特任教授として着任した。
2020年4月から2023年5月まで千葉県新型コロナウイルス感染症対策本部事務局に参画。重症者の入院調整や、臨時の医療施設の設置に関連した事業に参加。2020年12月より、厚生労働省成田空港検疫所検疫課医員として、現場で検査陽性者の診察・健康管理にあたる。2021年2月、一般社団法人保健医療リテラシー推進社中を設立して代表理事となる。同法人による新型コロナワクチン啓発プロジェクト「こびナビ」代表として活動開始。2022年1月から2023年11月まで幹事として運営にあたりながら、国内外の医師と連携し、新型コロナウイルスワクチンの啓発活動に取り組んだ。
2024年8月より、千葉県市原市医療政策参与に着任。
2024年現在、千葉大学、東京医科歯科大学、横浜市立大学、早稲田大学、浜松医科大学、神奈川県立保健福祉大学、国際医療福祉大学、獨協医科大学、自治医科大学などで医療政策、医療情報、精神保健などの講演・講義を定期的に行い、若手専門職へ医療政策・社会医学分野の魅力とやりがいを伝える。

## 略歴
- 1997年 - 慶應義塾高等学校卒業
- 2000年 - 東京大学教養学部中退
- 2007年
  - 千葉大学医学部医学科卒業
  - 千葉県 国保直営総合病院君津中央病院 初期研修
- 2009年 - 千葉大学医学部附属病院 精神神経科 入局
- 2015年 - 厚生労働省 入省
- 2018年
  - 千葉大学大学院医学研究院医学博士課程修了
  - 厚生労働省 退官
  - 千葉県庁健康福祉部医療整備課キャリアコーディネータ
- 2019年 - 千葉大学医学部附属病院 次世代医療構想センター センター長・特任教授
- 2020年
  - 千葉県新型コロナウイルス感染症対策本部事務局（-2023年5月）
  - 厚生労働省成田空港検疫所検疫課医員
- 2021年
  - 一般社団法人保健医療リテラシー推進社中代表理事
  - 新型コロナワクチン啓発プロジェクト「こびナビ」代表
- 2022年
  - 「こびナビ」幹事（-2023年11月）
- 2023年
  - 千葉県市原市医療政策参与

## 主な活動

### 大学生活
2000年、千葉大学医学部医学科に入学。水泳部に所属。一人で中国の田舎などに旅行に行っていた。
医学部3年生の時に医学部がある亥鼻キャンパスの学祭である亥鼻祭の実行委員長に就任し、中止となっていた亥鼻祭を復活させた。

### 精神科医として
精神科医として千葉大学医学部附属病院等で精神科薬物療法、認知行動療法、リエゾン・コンサルテーション精神医学の実践、難治性統合失調症の臨床研究や地域移行支援、並行して産業医として製造業の現場や医療機関でのメンタルヘルス対策の実務、および医学生・研修医・コメディカルへの教育に従事。
現在でも非常勤医師として週1回程度臨床の現場で従事している。

### 医系技官・行政官として
2015年から2018年まで人事交流で厚生労働省で勤務を行った。
医療ビッグデータとしてのNDB（レセプト情報・特定健診等情報データベース）のシステム更改と機能増強・利用規制の緩和、NDBオープンデータの仕様検討と作成・公開、遠隔診療のエビデンス構築に資する研究班の立ち上げなど医療情報に関連した政策立案と制度設計に関わった。
その中で制度に直結する政策研究が足りない事を実感し、2017年からは厚生労働省と国立保健医療科学院を併任して主に医療経済分析の領域にて政策研究を実施。
2018年4月からは千葉県庁健康福祉部医療整備課にて県内の医師確保・偏在対策に取り組んでいる。

### 千葉大学医学部附属病院 次世代医療構想センター長として
2019年8月に千葉大学医学部附属病院 次世代医療構想センターのセンター長 特任教授として着任。
次世代医療構想センターは2025年以降の地域医療ニーズを見据え、大学病院、地域の医療機関、千葉県の3者が中心となって、持続可能で質の高い医療の提供を実現する目的で設置された寄付研究部門である。
地域医療構想の実現、医師偏在の解消、医師の働き方改革を推し進めていくために、レセプトデータや病床機能報告データ、診療現場のヒアリングによる生の声などを活用し、診療科別、2次医療圏別の精密な調査・分析を行っている。

### 新型コロナウイルス感染拡大について
新型コロナワクチン啓発プロジェクトであるこびナビの代表を2021年末まで務めた。代表交代後も理事として活動している。2020年12月より厚生労働省成田空港検疫所検疫課医員として、検疫の現場で陽性者の健康管理にあたっている。

### 医師偏在対策や医師の働き方改革について
2024年4月7日に放送されたNHKの「日曜討論」で、武見敬三厚生労働大臣は、医師が都市部などに偏り、地方の病院で不足する偏在の問題について、吉村氏の問いかけに対し、地域ごとに医師の数を割り当てることも含めて検討すべきだという考えを示した。財務省が、同年4月の財政制度等審議会で、地域によって診療報酬に差をつける案を示していた一方、日本医師会などの反発を受けて、厚労省は割当制や地域別の診療報酬の導入を見送った中での発言だった。

## 著書

### 論文
- Researchmap 吉村健佑

### 共著
- 『医良戦略2040~2040年の医療を生き抜く13の戦略』（2022年、ロギカ書房）
- 『医良戦略2040　PARTⅡ　熱意を理性でドライブせよ』（2024年、ロギカ書房）

## 出演

### テレビ
- 日曜討論「いま考える どうする日本の医療」（2024年4月7日、NHK）[12]
- クローズアップ現代「追跡“自由診療ビジネス”の闇 相次ぐ美容・健康トラブルの深層」（2024年5月29日、NHK）[13]